# Christian Damiano
Christian Damiano (Antibes, 9 marzo 1950) è un allenatore di calcio ed ex calciatore francese.

## Carriera

### Giocatore
Giocò nella seconda squadra del Nizza.

### Allenatore
Inizia la carriera da allenatore nel 1974 alla guida dell'Under-19 del Nizza, dirigendone anche il centro di formazione e assistendo la prima squadra fino al 1983. Dal 1983 al 1986 ricopre l'incarico di allenatore allo Stade Raphaëlois, squadra della terza divisione francese. Nel 1986 diventa allenatore presso l'institut national du football (INF) di Clairefontaine, contemporaneamente è anche responsabile di ricerca, sviluppo ed esecuzione per la scuola di allenatori francesi.
Lascia il ruolo nel 1991 e dal 1992 al 1999 segue le selezioni giovanili dalla Under-16, che porta fino alla semifinale ai Campionati europei 1993 in Turchia, alla Under-20, con cui uscirà ai quarti del Campionato mondiale 1997, conquistando anche il titolo europeo nel 1996 con l'Under-18. Contemporaneamente collabora sia come osservatore sia come allenatore con i selezionatori della nazionale maggiore Gérard Houllier, Aimé Jacquet, in occasione di Francia 1998, e con il suo successore Roger Lemerre (nello staff tecnico).
Conclusa l'esperienza in federazione nel 1999, dopo 25 anni, torna al Nizza in Division 2, dirigendo nuovamente il centro di formazione e sedendosi sulla panchina della prima squadra per 15 partite portandola dal 17º al 9º posto con una serie positiva di 11 partite. Dal 2000 assiste Jean Tigana al Fulham, club che lascerà nel 2003 al momento dell'esonero dell'ex allenatore del Monaco. Nella stagione 2003/2004 affianca di nuovo Houllier, questa volta alla guida del Liverpool.
Dal 2004 al 2005 lavora con il manager Steve Wigley alla guida del Southampton. Dal febbraio 2007 comincia il rapporto di collaborazione con Claudio Ranieri prima con il Parma, salvando la squadra da una probabile retrocessione, e poi con Juventus dal 4 giugno 2007 al 18 maggio 2009 e Roma, dal 2 settembre 2009 al 20 febbraio 2011 con la quale sfiora la vittoria dello scudetto. Dal 22 settembre 2011 al 26 marzo 2012 fa parte, come assistente tecnico dello staff di Ranieri all'Inter.